# Dubiaranea elegans
Dubiaranea elegans là một loài nhện trong họ Linyphiidae. Loài này được phát hiện ở Peru.